# Rudolf Ivanovič Abel
Rudolf Ivanovič Abel (narozen jako William August Fisher, známý též jako Willie, 11. července 1903 Newcastle upon Tyne – 15. listopadu 1971 Moskva) byl zpravodajský důstojník (tzv. nelegál) pracující na území USA pro sovětskou zpravodajskou službu MGB, resp. KGB.

## Biografie

### Dětství a mládí
Fisher se narodil v anglickém Newcastle upon Tyne v rodině ruských Němců. Jeho rodiče byli aktivní revolucionáři, kteří museli v roce 1901 z Ruska uprchnout. Jeho otec Heinrich byl bolševikem.
Fisher vyrostl ve Whitley Bay. Vystudoval na Monkseatonském gymnáziu. Vyučil se kreslířem a v roce 1920 vystudoval vysokou školu. Rok nato se i s rodiči přestěhoval do nově vzniklého Sovětského svazu.

### Raná kariéra
Po příchodu do SSSR začal Fisher pracovat jako překladatel v Kominterně. Během základní vojenské služby v letech 1925–1926 prodělal radistický výcvik. V roce 1927 byl přijat do OGPU (předchůdce KGB) jako radista. Na této pozici sloužil v Norsku, Turecku, Velké Británii a Francii. V roce 1936 se vrátil zpět do SSSR a nastoupil na pozici ředitele školy pro výcvik radistů – nelegálů.
V období tzv. Velké čistky unikl odsouzení; kromě toho, že byl podezřelý pro svůj anglický původ byl navíc obviněn z trockismu. Stíhání sice unikl, ale v roce 1938 musel NKVD opustit. Během druhé světové války znovu prodělal radistický výcvik a připravoval se pro vysazení za německými liniemi.

### Ve zpravodajské službě
V roce 1946 prodělal v řadách zpravodajské služby další výcvik, kterým byl připraven na vysazení do USA. Tam se dostal přes Kanadu 17. listopadu 1947. Se jménem Emil Robert Goldfus (skutečný Goldfus zemřel ve věku 14 měsíců) přijal i falešnou identitu a fiktivní životopis. Jako krytí si v Brooklynu otevřel malířský ateliér. Přestože neměl talent, vypracoval se ve zručného malíře. Během svého pobytu se stýkal se skupinou mladých umělců, se kterými sdílel sympatie k uměleckému realismu. Byl znám jako inteligentní, ale trochu tajnůstkářský.
Ve skutečnosti Fisher působil jako rezident a z této funkce řídil síť agentů a zároveň prováděl nábor nových. Mezi jeho podřízené patřili Lona a Morris Cohenovi, Julius a Ethel Rosenbergovi, David Greenglas a Klaus Fuchs, kteří se později stali známými jako Atomoví špióni.
S Komunistickou stranou USA neměl Fisher nikdy žádný kontakt, ale v rámci svého životopisu tvrdil, že byl jako dřevorubec členem levicové organizace Industrial Workers of the World.

### Zatčení a odsouzení

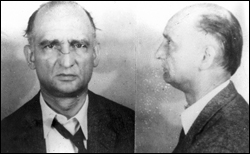
Rudolf Ivanovič Abel na fotografii pořízené FBI po zatčení v roce 1957

Dne 24. června 1957 byl Fisher v důsledku zběhnutí jeho asistenta Reino Häyhänena zatčen FBI. Häyhänenův případ později vešel ve známost jako Případ dutého nikláku. Policie zatkla Häyhänena poté, co našla jím odhozenou niklovou minci s mikrofilmem ukrytým uvnitř. Za špionáž byl Häyhänen později odsouzen na 30 let vězení.
Po svém zatčení Fisher vyšetřovatelům FBI tvrdil, že jeho skutečné jméno je Rudolf Abel, což byl ve skutečnosti řadový důstojník NKVD, který v té době byl již dva roky po smrti. Důvodem byla snaha upozornit sovětské orgány na své zatčení a tím dát ostatním sovětským špionům možnost uprchnout.
Po zatčení provedla FBI ve Fisherově bytě a ateliéru prohlídky, během nichž zadržela řadu předmětů svědčících o protizákonné činnosti jejich majitele. Jednalo se o kamery a filmy pro výrobu tzv. mikroteček, krátkovlnné vysílačky a řadu dutých předmětů uzpůsobených jako tajné skrýše pro přepravu zpravodajského materiálu (štětku na holení, manžetové knoflíčky atd.)
Fisher byl obviněn ve třech bodech: ze spiknutí za účelem předání informací o obraně USA Sovětskému svazu (30 let), spiknutí k získání obranné informace (10 let a 2000 dolarů pokuta) a působení ve Spojených státech jako agent cizí vlády bez oznámení ministerstvu (5 let a 1000 dolarů pokuta). Při soudním procesu jej obhajoval James B. Donovan, který později sehrál zásadní roli v jeho propuštění. Dne 25. října 1957 shledala porota federálního soudu v New Yorku Fishera vinným ve všech bodech a soudce jej odsoudil k úhrnnému trestu 45 let odnětí svobody.

### Propuštění
Dne 10. února 1962 byl Fisher na Glienickém mostě (přezdívaném též Most špionů) v Postupimi vyměněn za Garyho Powerse, pilota špionážního letounu U-2 sestřeleného nad SSSR a amerického studenta Frederica Pryora. Výměnu dojednal jeho někdejší obhájce Donovan. Po usazení se v Sovětském svazu začal Fisher pracovat jako instruktor ve škole KGB. Za svou činnost byl odměněn Leninovým řádem.

### Smrt
Fisher zemřel v roce 1971 na rakovinu plic a pohřben je v Moskvě vedle svého otce. Podle jeho dcery jeho poslední slova byla: „Nezapomeňte, že jsme Němci“.

## Kulturní odkazy
V roce 2015 natočil režisér Steven Spielberg film Most špionů o zatčení Rudolfa Abela a jeho výměně za letce Garyho Powerse.